# Mobilitätsgarantie (Deutschland)
Mobilitätsgarantie ist ein Begriff aus dem Schuldrecht und bedeutet die Übernahme der Haftung für die Schlechterfüllung eines Vertrags mit Bezug zu einem Beförderungsmittel, beispielsweise eines Kaufvertrags über ein Kraftfahrzeug oder eines Beförderungsvertrags. 
Sie garantiert dem Autokäufer oder Fahrgast bei Ausfall seines Verkehrsmittels beispielsweise die Kostenübernahme für die Nutzung eines alternativen Verkehrsmittels. 

## Automobilverkehr

### Rechtsnatur
Eine Mobilitätsgarantie ist trotz der gelegentlichen Bezeichnung als „Versicherungsleistung“ weder eine Versicherung im Sinne des Versicherungsvertragsgesetzes noch eine Verlängerung der gesetzlichen Gewährleistung. Erweckt der Garantiegeber allerdings den Eindruck, eine Versicherung oder die Verlängerung der Gewährleistung zu versprechen, kann der Anspruch des Garantienehmers über die eigentlich versprochenen Garantieleistungen hinausgehen, weil der Garantienehmer sich die verbraucherschützenden Vorschriften des Versicherungs- oder Gewährleistungsrechts entgegen halten lassen muss.
Die Mobilitätsgarantie ist nur bedingt vergleichbar mit den Leistungen eines Schutzbriefs für Mitglieder eines Automobilclubs bzw. einer Versicherung mit eingeschlossenem Schutzbrief. Sowohl der Schutzbrief- als auch der Garantiefall gehen grundsätzlich von einer Panne als Ausgangspunkt für die Erbringung versprochener Leistungen aus. Wenn die Garantie beim Kauf eines Fahrzeuges mit vereinbart wird, ist sie rechtssystematisch eine Nebenleistung. Dagegen werden Schutzbriefleistungen üblicherweise als eigenständige Leistungen versprochen, die rechtlich nicht mit dem Kauf eines Fahrzeuges zusammenhängen.

### Bedingungen
Die Mobilitätsgarantie kann bereits beim Kauf eines Neuwagens beinhaltet sein oder durch andere Möglichkeiten (nach Ablauf der Garantie), wie das stete Aufsuchen einer Vertragswerkstatt, erworben werden. Bei Einhaltung der Wartungsintervalle wird dem Kunden zugesichert, dass ihm im Pannenfall täglich rund um die Uhr geholfen wird. Die Erreichbarkeit des Pannendienstes gehört zu den vertraglichen Nebenpflichten des Mobilitätsgarantiegebers. Allerdings müssen dafür Fahrzeugreparaturen und Inspektionen stets in einer Fachwerkstatt bzw. Vertragswerkstatt durchgeführt worden sein. Die genauen Bedingungen hängen von der jeweiligen gewährten Mobilitätsgarantie ab. Ist eine Pannenhotline über längere Zeit nicht erreichbar oder weigert sich die Vertragswerkstatt des Garantiegebers als dessen Erfüllungsgehilfe die Reparatur als Garantieleistung anzuerkennen und ein Ersatzfahrzeug zur Verfügung zu stellen, kann dies Schadensersatzansprüche des Garantienehmers gegen den Garantiegeber auslösen. Der Garantienehmer könnte Ersatzleistungen in Anspruch nehmen, die er anschließend dem Garantiegeber in Rechnung stellen kann.

### Darlegungs- und Beweislast
Die Darlegungs- und Beweislast für einen Mobilitätsgarantiefall liegt grundsätzlich beim Garantienehmer. Wie bei der Gewährleistung gilt aber in den ersten sechs Monaten seit dem Gefahrübergang eine Beweislastumkehr gem. § 476 BGB. Soweit es bei dem Mobilitätsgarantiefall um einen Unterfall einer Haltbarkeitsgarantie geht, kann gem. § 443 Abs. 2 BGB sogar für die gesamte Garantiezeit vermutet werden, dass ein Sachmangel die Rechte aus der Garantie nach sich zieht. Liegt also ein herstellungsbedingter Defekt des Fahrzeuges ohne Einwirkung von außen vor, muss der Garantiegeber für die gesamte Garantiezeit beweisen, dass ein Garantieausschluss vorliegt, um sich von seiner Leistungspflicht befreien zu können.

### Umfang
Die Pannenhilfe selbst ist kostenlos. Für Unfälle, Diebstahl, die Reparatur von Unfallschäden oder bei eigenem Verschulden kommt die Mobilitätsgarantie nicht auf. Anfallende Kosten durch Mobilitätsgarantie werden zwischen Vertragswerkstatt bzw. Pannendienst und Fahrzeughersteller bzw. -händler intern verrechnet.
Inhalte der Mobilitätsgarantie sind üblicherweise:
- Pannenhilfe vor Ort
- Abschleppen in die nächste Vertragswerkstatt
- Ersatzwagen für die Dauer der Reparatur
- Hotelkosten bei Panne auf einer Urlaubsreise für die Dauer der Reparatur

### Vorteile für Autohersteller = Nachteile für Neukunden
Damit entspricht die Mobilitätsgarantie im Fall einer Autopanne dem Leistungsumfang einer klassischen Schutzbriefversicherung, wenn auch mit anderem Namen.
Dem Autohersteller verschafft das den Neugewinn und die Bewahrung von Kunden durch ein sogenanntes „Sorglospaket“ sowie zusätzliche finanzielle Gewinne, falls die Mobilitätsgarantie gegen Entgelt angeboten wird, und durch die Pflicht, eine Vertragswerkstatt aufzusuchen.
Der größte Vorteil jedoch ergibt sich aus der juristischen Kaschierung der Versicherung als „Garantie“, denn jetzt erscheinen die Fahrzeuge, für die eine Mobilitätsgarantie abgeschlossen wird, im Pannenfall nicht in den jährlichen Pannenstatistiken der Automobilclubs, und das obwohl die Inhalte der Mobilitätsgarantie dem klassischen Pannen-Schutzbrief einer Kfz-Versicherung oder eines Automobilclubs entsprechen und sogar die ausführenden Pannenhelfer vor Ort die gleichen sind. Gerade hier ist es in Deutschland 2006 gelungen, durch juristische Manipulation der Gesetze der mathematischen Statistik ein Imageproblem von im Vergleich zur Konkurrenz technisch unzuverlässigen und trotzdem teuren Automarken zu beseitigen. Damit werden aber potentielle Kunden über die tatsächliche Zuverlässigkeit eines zu erwerbenden Modells getäuscht. Gleichzeitig entschieden sich deutsche Automobilbauer ein weiteres typisches Imageproblem ihrer Fahrzeuge, deren schlechte Umweltverträglichkeit, durch betrügerische Manipulation der Abgaswerte zu kaschieren.
Über Jahrzehnte hinweg hatten deutsche Automarken in der jährlichen Pannenstatistik gegenüber japanischen Fahrzeugbauern schlechter abgeschnitten. Wie die WELT berichtete, befanden sich laut ADAC-Pannenstatistik 2005 unter den Top Ten sogar neun japanische Marken.
Sofort nach Einführung der Mobilitätsgarantie jedoch konnte dieser Nachteil „statistisch“ beseitigt werden. Ein wesentlicher Teil der Pannen deutscher Neufahrzeuge wurde nunmehr mit juristischer Deckung aus der Statistik herausgenommen. Weil aber die Pannenstatistik nur für neuere Fahrzeuge bis zu sechs Jahren Alter geführt wurde, standen seit 2006 Marken wie VW, Mercedes, BMW in der Rangfolge weit besser da als zuvor.
Und schon nach dem zweiten Jahr der so geschönten Pannenstatistik konnte die WELT in ihrer online-Ausgabe am 14. Januar 2008 vermelden:

„Die Autos aus Deutschland haben die Konkurrenz aus Japan in Sachen Zuverlässigkeit klar abgehängt. Nachdem die japanischen Hersteller jahrelang besser abschnitten, hätten deutsche Autos den Rückstand mehr als aufgeholt, teilte der ADAC mit. Ausschlaggebend für den klaren Erfolg der deutschen Hersteller ist das verbesserte Abschneiden der deutschen Fahrzeuge bei der letzten ADAC-Pannenstatistik.“

Die Negativwerbung auf Kosten japanischer Fahrzeuge hatte sich schon 2007 auf die Statistik der Neuzulassungen in Deutschland ausgewirkt. Damit wurde der ungebrochene, seit 1970 andauernde Aufwärtstrend der Neuzulassungen japanischer Pkw in Deutschland gestoppt.

## Öffentlicher Personenverkehr
Zu den Regelungen in der EU siehe Mobilitätsgarantie#Europäische Union.

### Regelungen auf Bundesebene
Nach § 17 der Eisenbahn-Verkehrsordnung (EVO) von 1938 begründeten Verspätung oder Ausfall eines Zuges keinen Anspruch auf Entschädigung. Die Eisenbahn hatte bei Ausfall oder verhinderter Weiterfahrt eines Zuges lediglich für die Weiterbeförderung der Reisenden zu sorgen. Mit Art. 1 des Gesetzes zur Anpassung eisenbahnrechtlicher Vorschriften an die Verordnung (EG) Nr. 1371/2007 (Fahrgastrechteverordnung-Anwendungsgesetz) traten die Vorgaben der VO (EG) Nr. 1371/2007 für den innerstaatlichen Eisenbahnverkehr bereits mit Wirkung zum 29. Juli 2009 in Kraft.
Die Bestimmungen der Verordnung (EG) Nr. 1371/2007 hat außerdem die Deutsche Bahn AG in ihre Beförderungsbedingungen übernommen (A.9 Fahrgastrechte). Im Jahr 2018 musste die Deutsche Bahn ihren Kunden im Nah- und Fernverkehr insgesamt 53,6 Millionen Euro Entschädigung zahlen; 2017 waren es nur 34,6 Millionen.
§ 2 Abs. 3 Eisenbahn-Bau- und Betriebsordnung (EBO) sieht die Erstellung von Programmen der Eisenbahnen zur Ermöglichung einer erschwernisfreien Benutzung der Bahnanlagen und Fahrzeuge durch behinderte Menschen vor. Gemäß § 8 Abs. 2 Behindertengleichstellungsgesetz (BGG) soll der Bund bei Baumaßnahmen die Barrierefreiheit in den Bereichen Bau und Verkehr herstellen. Diese Vorgaben wurden bereits im Juni 2005 mit dem 1. Barrierefreiheitsprogramm der Deutschen Bahn AG umgesetzt.
Erfolglose Entschädigungsanträge an die Bahn sowie Beschwerden zur Wahrung der Rechte von Menschen mit Behinderungen und Mobilitätseinschränkungen bearbeiten die Schlichtungsstelle für den öffentlichen Personenverkehr und das Eisenbahnbundesamt (§ 5a Abs. 8, 8a Allgemeines Eisenbahngesetz AEG).

### Regionale Verkehrsverbünde

#### Nordrhein-Westfalen
In Nordrhein-Westfalen gibt es die „Mobilitätsgarantie NRW“, bei der die Verkehrsunternehmen tagsüber (5 bis 20 Uhr) maximal 30 Euro bzw. nachts (20 bis 5 Uhr) maximal 60 Euro pro Person für eine Taxifahrt bezahlen. Bei Fernverkehrszügen werden die Kosten ohne Grenzen übernommen. Wenn sich mehrere Fahrgäste ein Taxi teilen, steht dementsprechend mehr Geld für eine Taxifahrt zur Verfügung. Der Fahrgast muss die Kosten vorstrecken und eine Erstattung der Kosten bei dem verursachenden Verkehrsunternehmen (sofern dieses nicht bekannt ist, bei der WB Westfalen Bus GmbH oder der BRS Busverkehr Ruhr-Sieg GmbH) innerhalb von 14 Tagen nach dem Vorfall beantragen.
Voraussetzung für die Mobilitätsgarantie ist, dass die Abfahrtszeit des Verkehrsmittels mindestens 20 Minuten später ist, als im Fahrplan angegeben. Von der Mobilitätsgarantie ausgenommen sind Streik, Unwetter, Naturgewalten und Bombendrohungen. Auch Verspätungen, die während der Fahrt auftreten, sowie das Verpassen eines anschließenden Verkehrsmittels sind ausgeschlossen.
Einzelne Verkehrsunternehmen aus dem Nahverkehrsverbund Paderborn-Höxter sind von der Mobilitätsgarantie ausgenommen.

##### Verkehrsverbund Rhein-Ruhr
Im Verkehrsverbund Rhein-Ruhr (VRR) erhalten Besitzer eines Bärentickets oder Ticket2000 rund um die Uhr maximal 50 Euro pro Person. Dies ist eine Ergänzung zu der Mobilitätsgarantie NRW, es gelten die gleichen Voraussetzungen, Ausnahmen und Fristen.

##### Verkehrsverbund Rhein-Sieg
Auch der Verkehrsverbund Rhein-Sieg (VRS) ergänzt die Mobilitätsgarantie NRW: Besitzer eines Aktiv60Tickets bzw. Monats- oder Formel9Tickets im Abo, einem JobTicket oder einem GroßkundenTicket erhalten pro Person tagsüber (5 bis 20 Uhr) maximal 35 Euro, nachts (20 bis 5 Uhr) maximal 60 Euro. Auch hier gelten die gleichen Voraussetzungen, Ausnahmen und Fristen wie bei der Mobilitätsgarantie NRW.

#### Baden-Württemberg
In Baden-Württemberg führten alle 22 Verkehrsverbünde im Jahr 2010 auf Wunsch des Verkehrsministeriums eine Mobilitätsgarantie ein. Nach dieser werden bei einer zu erwartenden Verbindungsankunftsverspätung von mehr als 30 Minuten Taxikosten bis je nach Verkehrsverbund zwischen 35 und 50 Euro erstattet, jedoch nicht für Fahrgäste mit Schüler- und Auszubildendenfahrkarten. Davon abweichend war dies im Landkreis Göppingen bis 2011 nicht anwendbar, da es dort zuvor keinen Verkehrsverbund gab.

##### Karlsruhe
Im Karlsruher Verkehrsverbund (KVV) wurde bereits zum 29. Juli 2009 eine Mobilitätsgarantie eingeführt. In der Wabe 100 (Stadtgebiet Karlsruhe) werden jedoch maximal 25 Euro erstattet.
Bereits zuvor boten die Verkehrsbetriebe Karlsruhe (VBK) seit 1. Januar 2009 eine Mobilitätsgarantie an. Dieser – auch weiterhin geltenden – Regelung nach können Fahrgäste bei einer tatsächlichen Verbindungsankunftsverspätung von mehr als 20 Minuten eine Entschädigung in Höhe von 5 Euro erhalten. Bei Anschlussverlust zur letzten Fahrt des Betriebstages werden Taxikosten bis 25 Euro erstattet. Auch diese Regelungen können weder mit Schüler- und Auszubildendenfahrkarten, noch bei höherer Gewalt – wie beispielsweise einem durch Falschparker blockierten Fahrweg – angewendet werden.
Seit 1. Mai 2017 werden im KVV bei Zeitkarten bei einer Verbindungsankunftsverspätung von mindestens 30 Minuten 1,5 € erstattet, gesamt jedoch maximal die Hälfte des Fahrkartenpreises. Wenn eine solche Verspätung zu erwarten war, können bis zu 80 € der Kosten eines stattdessen verwendeten Mietfahrzeugs mit Stundentarif oder Taxis erstattet werden. Letztere Regelung ist bei der letzten planmäßigen Verbindung des Betriebstages auch bei Einzel- und Tagsfahrkarten nutzbar.

##### Freiburg
Im Regio-Verkehrsverbund Freiburg (RVF) gilt die landesweite Regelung nur für Inhaber einer RegioKarte für Erwachsene und für schwerbehinderte Menschen mit Schwerbehindertenausweis inklusive Freifahrtberechtigung, also beispielsweise nicht für Kinder und Fahrgäste mit Einzelfahrkarten.
Die Freiburger Verkehrs AG (VAG) hat eine eigene Regelung, deswegen sind Fahrten ausschließlich mit dieser von der RVF-Mobilitätsgarantie ausgenommen. Die VAG erstattet bei allen Anschlussverlusten, bei solchen vor 20 Uhr bei einer Wartezeit von mindestens 20 Minuten, Taxikosten bis 10 Euro.
Bei der VAG werden außerdem Taxikosten bis zu 10 Euro erstattet, wenn der Fahrgast an einer Endhaltestelle den Anschluss verpasst und die nächste Fahrmöglichkeit laut Fahrplan erst in 20 Minuten besteht. Nach 20 Uhr entfällt diese Zeitbeschränkung. Voraussetzung ist, dass die Verspätung durch die VAG verursacht wurde. Die Ansprüche müssen bereits fünf Tage nach dem Vorfall dem Verkehrsunternehmen gemeldet worden sein.

##### Verkehrsverbund Rhein-Neckar
Im Verkehrsverbund Rhein-Neckar (VRN) war die landesweite Regelung anfangs erst ab einer Verspätung von einer Stunde anwendbar. Seit 1. August 2019 ist die Mobilitätsgarantie im VRN auch mit Zeitkarten des Ausbildungsverkehrs nutzbar.

#### PaderSprinter-Pünktlichkeitsgarantie
Das Busunternehmen PaderSprinter übernahm im Rahmen seiner „PaderSprinter Pünktlichkeitsgarantie“ die Kosten einer Taxifahrt bis zu 20 Euro. Voraussetzung dafür war, dass der Fahrgast die letzte Fahrt an einem Betriebstag nehmen wollte und diese ausgefallen ist. PaderSprinter gehörte zu den Verkehrsunternehmen, die von der Mobilitätsgarantie NRW ausgenommen sind. In allen übrigen Fällen, in denen der Bus mindestens 20 Minuten Verspätung hatte, bekam der Fahrgast ein kostenloses Tagesticket, jedoch keinerlei Erstattungen für alternative Verkehrsmittel. Die Ansprüche mussten innerhalb von acht Tagen eingereicht werden. Seit dem 1. Juli 2023 gilt die Pünktlichkeitsgarantie nicht mehr. Stattdessen gilt die Mobilitätsgarantie NRW.

#### Rhein-Main-Verkehrsverbund
Die 10-Minuten-Garantie des Rhein-Main-Verkehrsverbundes gilt bei nach Personenbeförderungsgesetz durchgeführten Fahrten mit Fahrziel in den vollständig südlich des Mains liegenden A-Tarifgebieten außer dem Odenwaldkreis oder in Frankfurt, wobei die Linien N1, N2, N5, K47, K48 und 827, sowie die die AST-Verkehre in Offenbach und Rüsselsheim, und die städtischen Buslinien in Rüsselsheim ausgenommen sind. Bei einer tatsächlichen Verbindungsankunftsverspätung über 10 Minuten wird der volle Fahrpreis – maximal jedoch Preisstufe 4, bei Zeitfahrkarten ein entsprechender Anteil – erstattet. Bei einer planmäßigen Abfahrtszeit nach 21 Uhr können stattdessen Taxikosten bis 15 Euro erstattet werden.

## Verkehrspolitik
Eine Mobilitätsgarantie im Sinne der sog. Verkehrswende bedeutet die Sicherstellung der flächendeckenden Mobilität auch ohne eigenes Auto, um die soziale Teilhabe zu verbessern und einen Beitrag zum Klimaschutz zu leisten (bundesweit garantierte Grundversorgung mit Bus und Bahn).